# بونيكا كولسونونثورنرات
بونيكا كولسونونثورنرات (التايلاندية: ปุ ณิ กา กุล สุนทร รัตน์ ؛ من مواليد 9 أكتوبر 1992) هي حاملة لقب ملكة جمال تايلاندية ، وقد مثلت تايلاند في مسابقة ملكة جمال الأرض 2013 ومسابقة ملكة جمال الدولية 2014. لقد احتلت المركز الثاني في كلتا المسابقة. منذ عام 2021 ، تم تعيينها كمديرة ومدربة مدرج لمسابقة ملكة جمال الكون في تايلاند.